# Alt-Smyrna
Koordinaten: 38° 27′ 52″ N, 27° 10′ 12″ O
Alt-Smyrna (Palaia Smyrna) liegt etwa 4 km vom späteren Smyrna, dem modernen Izmir, entfernt, nahe beim modernen Ort Bayraklı, der heute ein Stadtteil von Izmir ist. In der Antike lag der Ort direkt am Meer, heutzutage jedoch mehrere 100 Meter davon entfernt. Bei Alt-Smyrna handelt sich um die Reste einer griechischen Stadtsiedlung, die von etwa 1000 bis gegen 300 v. Chr. bewohnt war; sie war die Vorgängersiedlung des heutigen Izmir. Der Ort wurde 330 v. Chr. verlassen und die Bewohner zogen an den Ort der heutigen Stadt Izmir.

## Geschichte
Wenig ist zur Geschichte der Stadt bekannt. Alt-Smyrna wurde anscheinend um 1000 v. Chr. von den Aiolern gegründet, war damals aber sicherlich recht klein. Später wurde der Ort von Kolophon erobert und galt als ionische Kolonie. Um 850 v. Chr. wurde eine Stadtmauer errichtet, um 725 v. Chr. datieren die Reste des ersten Athena-Tempels. Der Ort wurde in der Antike, neben andern Orten, auch als Geburtsort von Homer genannt. Im Jahr 688 v. Chr. wird Onomastos aus Smyrna als Sieger im Faustkampf bei den Olympischen Spielen genannt. Um 600 v. Chr. wurde die Stadt von dem Lyderkönig Alyattes II. zerstört und eingenommen. Die Spuren der Eroberung sind in der Stadt bei Ausgrabungen überall beobachtet worden. Vor allem ist der Athena-Tempel geplündert und zerstört worden.  Die Stadt  wurde Teil des Lyderreiches und wurde anscheinend für eine gewisse Zeit verlassen. Im Jahr 545 v. Chr. wurde die Stadt von den Persern erobert. Im 4. Jahrhundert v. Chr. scheint Smyrna sich wieder erholt zu haben und das Stadtgebiet war nun wieder dicht besiedelt. Als um 330 v. Chr. Antigonos I. Monophthalmos an der Stelle des Burgbergs Kadifekale des modernen Izmir eine neue Stadt gründete, verließen die Einwohner die alte Stadt.

## Archäologie

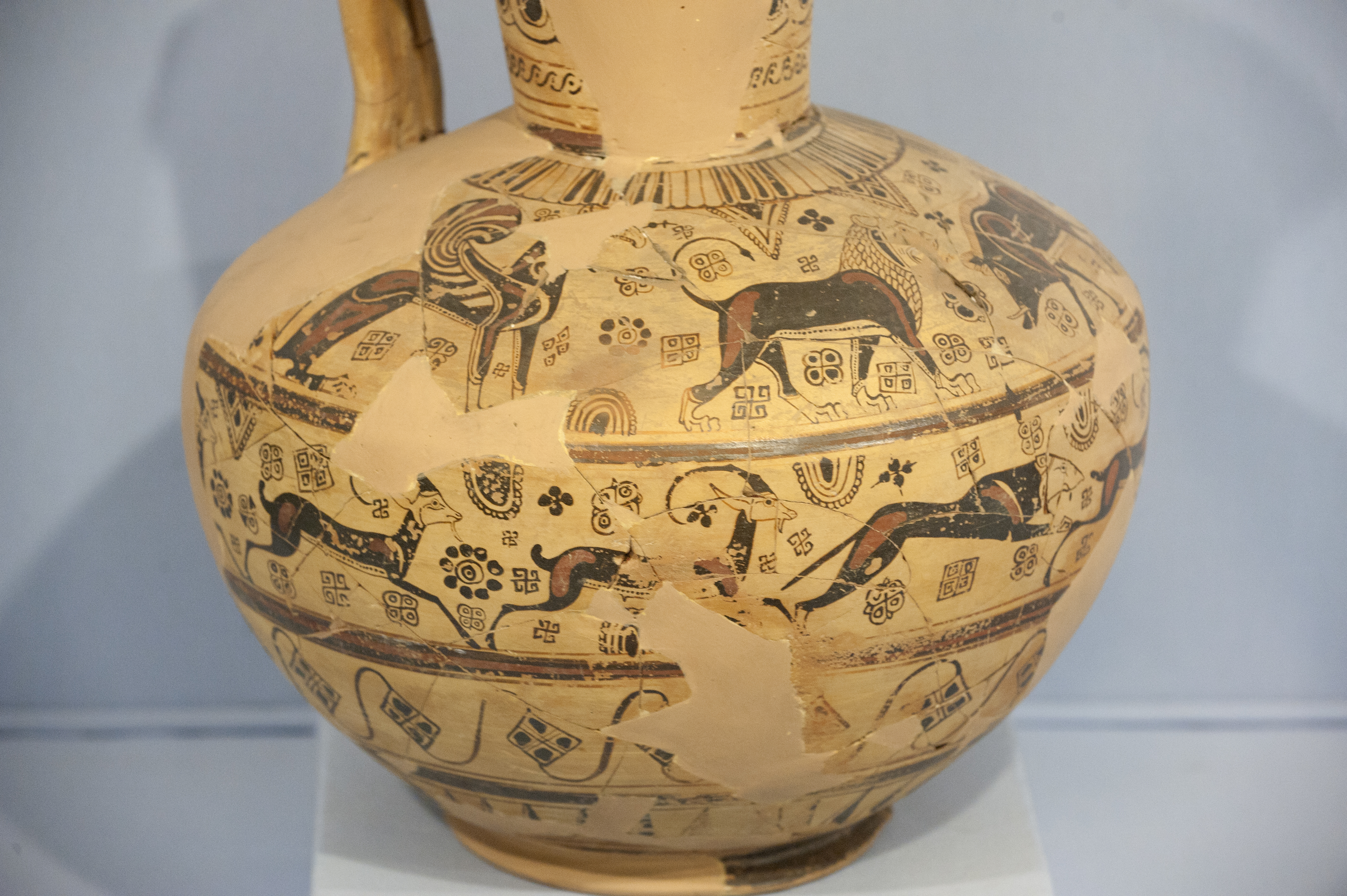
Oinochoe aus der Stadt (ca. 620 bis 610 v. Chr.)

Erste Ausgrabungen fanden 1930/31 unter Franz Miltner statt. In den Jahren 1948 bis 1951 fanden als britisch-türkisches Gemeinschaftsprojekt Ausgrabungen unter der Leitung von John Manuel Cook (British School at Athens) und Ekrem Akurgal (Türk Tarih Kurumu) statt. Seit 1967 gibt es hier vor allem türkische Ausgrabungen unter Leitung von Ekrem Akurgal. Zu letzten beiden Missionen liegen umfangreiche Ausgrabungsberichte vor. Die Stadt lag einst am Meer, ist nun aber ca. 450 m davon entfernt. Sie befindet sich am unteren Ende eines Berghanges, wobei das Stadtgebiet nicht eben, sondern eher terrassiert ist und einst eine Halbinsel bildete. Am unteren Ende liegt sie etwa 2 m über dem Meeresspiegel, am anderen Ende etwas 12 m darüber.

### Wohnbauten
Einige wenige Siedlungsspuren datieren ins 3. und 2. Jahrtausend v. Chr. Die wichtigsten Reste stammen jedoch aus dem ersten Jahrtausend v. Chr. Die mit etwa 6 bis 7 Hektar vergleichsweise kleine Stadt hatte eine massive Stadtmauer und einen Athena-Tempel. Durch diverse Ausgrabungen ist die Stadt gut bekannt, wobei sich ihre Entwicklung gut verfolgen lässt. Für die griechische Stadt können neun Schichten unterschieden werden. Die ältesten Schichten sind nur schlecht erhalten, zeigen aber eine eher lose Bebauung mit teilweise ovalen Häusern. Später wurden rechteckige Häuser mit teilweise mehreren Räumen errichtet, wobei die Bebauung sehr dicht war. Aus der Stadt stammen die Fragmente eines Kraters des Niobiden-Malers.

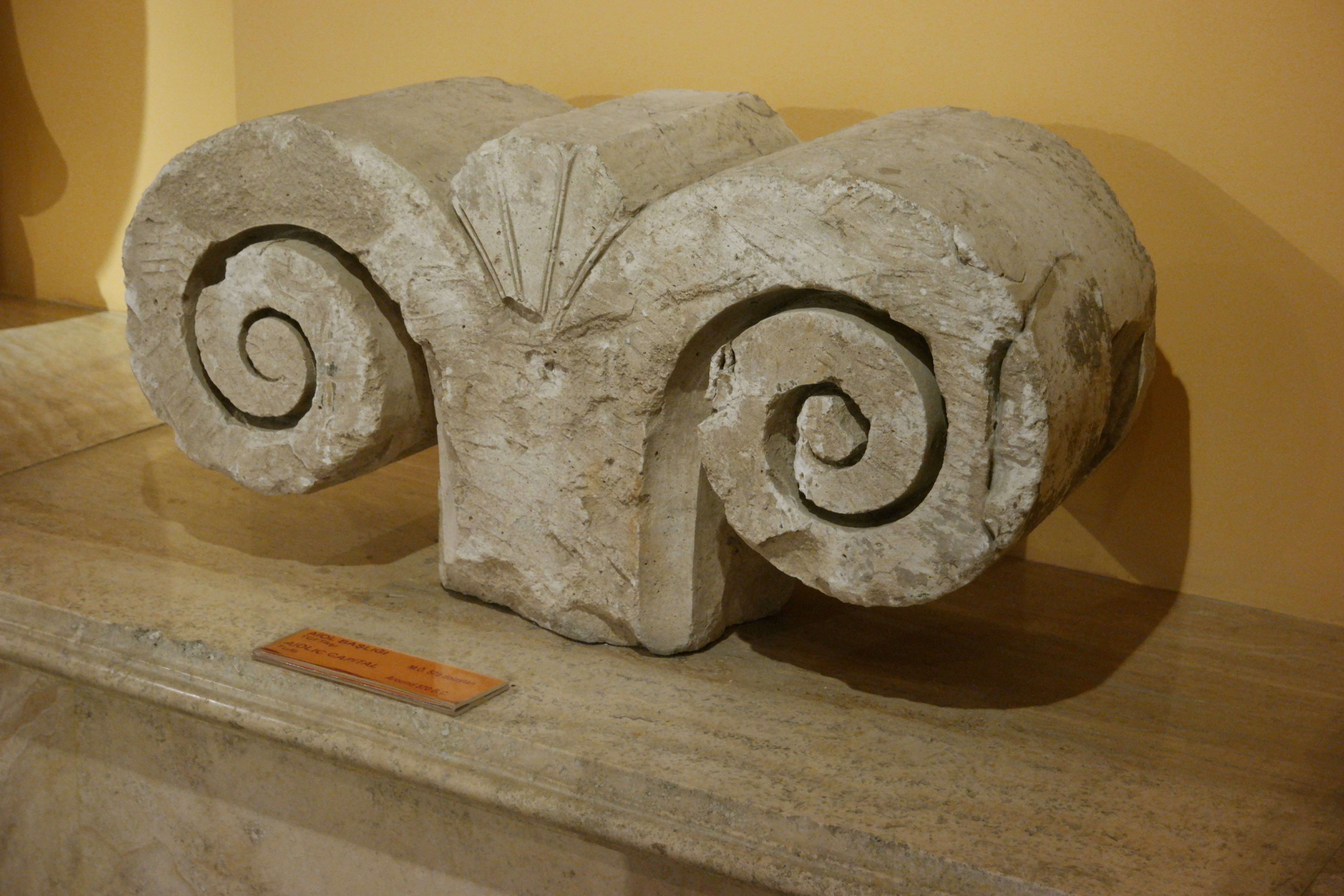
Äolisches Säulenkapitell vom Athena-Tempel in Alt-Smyrna

### Athena-Tempel
Vom Tempel der Athena waren bei den Ausgrabungen nur noch die Reste einer Plattform erhalten. Der ursprünglich darauf stehende Tempel war, abgesehen von einigen wenigen Mauern, nicht mehr erhalten. Es konnten drei Hauptphasen unterschieden werden. Der Tempel wurde um 725 v. Chr. errichtet. In einer zweiten Phase, die von etwa 675 bis 640 v. Chr. datiert, wurde ein monumentales Podest errichtet. In einer dritten Phase (640 bis 545 v. Chr.) wurden eine Cella und eine Kolonnade erbaut. Es fanden sich Fragmente von äolischen Säulen-Kapitellen und Reste von pilzförmigen Kapitellen, die mit Pflanzenmustern dekoriert sind. Die Kapitelle sind im Detail unterschiedlich gestaltet und es bereitet Schwierigkeiten, die einst etwa 10 m hohen Säulen zu rekonstruieren. Es ist nicht klar, ob die äolischen auf den pilzförmigen Kapitellen aufsaßen oder ob es zwei Gruppen von Säulen gab – die einen mit den äolischen, die anderen mit den pilzförmigen Kapitellen. Die Kapitelle waren einst bemalt. Die Farben gelb und rot waren bei der Auffindung der Architekturteile noch erhalten. Vom Dach fehlen jegliche Spuren, so dass vermutet werden kann, dass es einst aus Holz war. Aus dieser Zeit stammen auch zahlreiche Votivgaben, die sich weit verstreut im Tempelgebiet fanden. 545 v. Chr. wurde Smyrna von den Persern erobert und zerstört. Der Tempel wurde anscheinend auch zerstört und nie wieder in vollem Umfang aufgebaut. Durch den Fund einer Weiheinschrift ist die Verehrung von Athena im Tempel gesichert, der in keinen antiken Texten genannt wird. Aus dem Tempel stammen diverse nur in Bruchstücken erhaltene Skulpturen. Darunter befinden sich zwei etwa lebensgroße archaische Köpfe aus Tuffstein sowie die Reste einer monumentalen Löwenstatue. Bemerkenswert ist der Fund einer lebensgroßen, archaisch-zypriotischen Statue aus Terrakotta, die jedoch nur in Fragmenten vorgefunden wurde.

### Stadtmauer
Die Stadt war von einer massiven Stadtmauer umgeben, wobei vier Bauphasen unterschieden werden können. Sie bestand aus einem Steinsockel mit Lehmziegeloberbau. Es gab Tore und Bastionen. Eine erste Mauer wurde um 850 v. Chr. errichtet. Eine zweite Phase, in der die Mauer vollkommen neu errichtet wurde, datiert etwa 775 bis 725 v. Chr. Diese Mauer stürzte um 700 v. Chr. ein, vielleicht als Folge eines Erdbebens. In der Folgezeit scheint die Stadt für rund ein Jahrhundert keine Mauer besessen zu haben. Um 600 wurde eine neue Mauer errichtet, die bis zu 15 m breit war. Die letzte Mauer datiert ins 4. Jahrhundert v. Chr. Kurz danach wurde die Stadt verlassen.

## Funde aus Alt-Smyrna

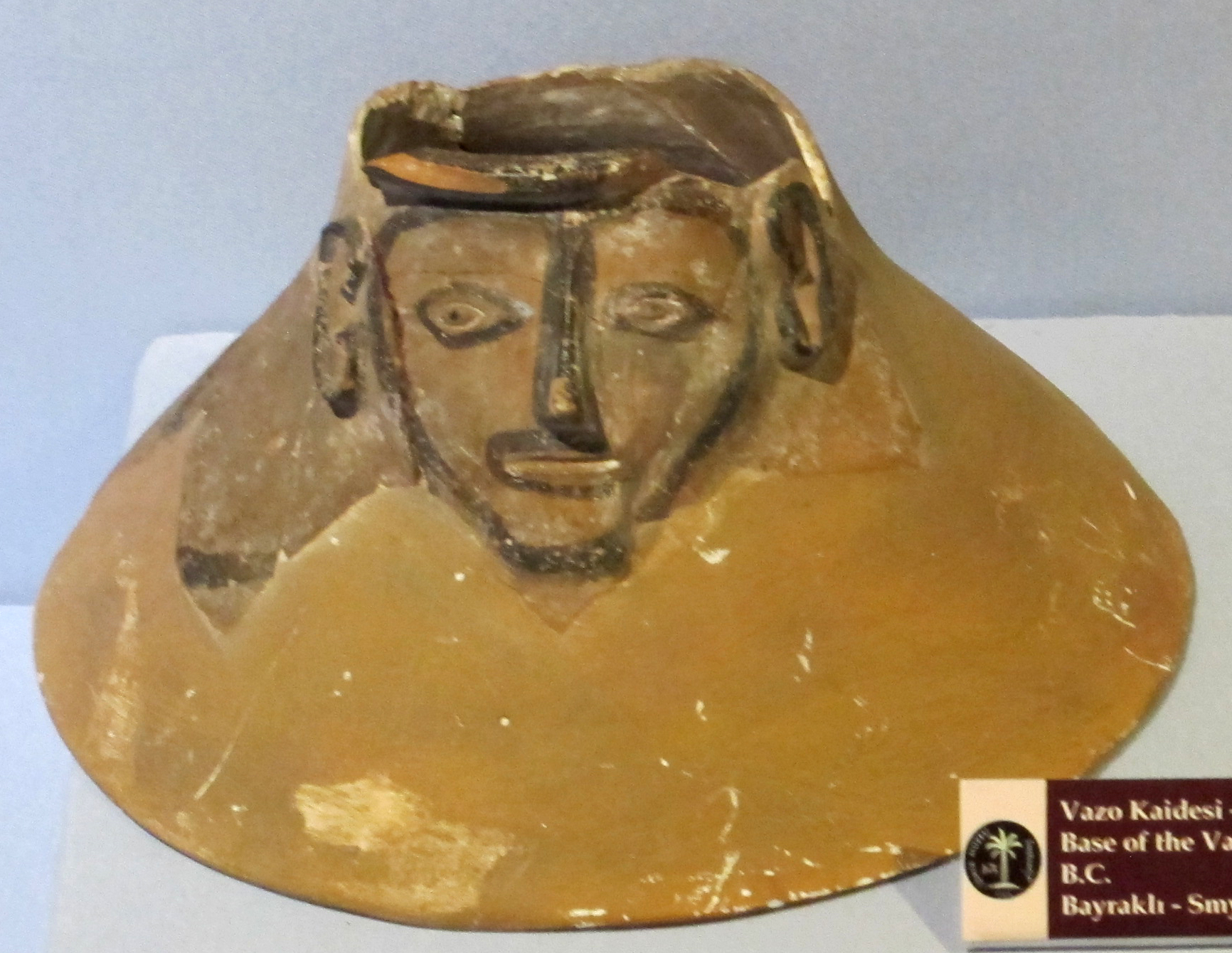
Oinochoe mit Kopf eines Mannes, aus dem Athena-Tempel
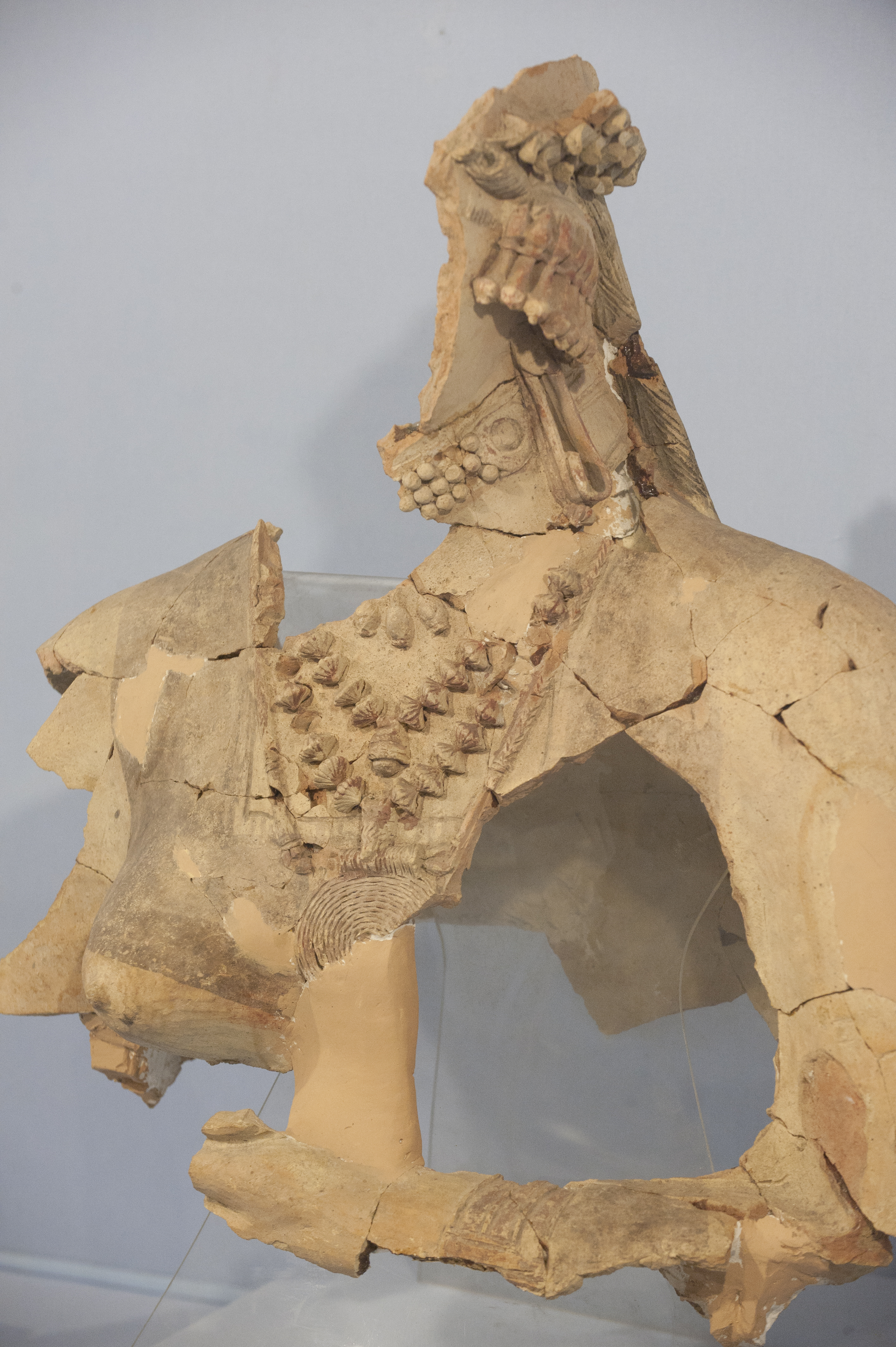
Zypriotische Statue, aus dem Athena-Tempel
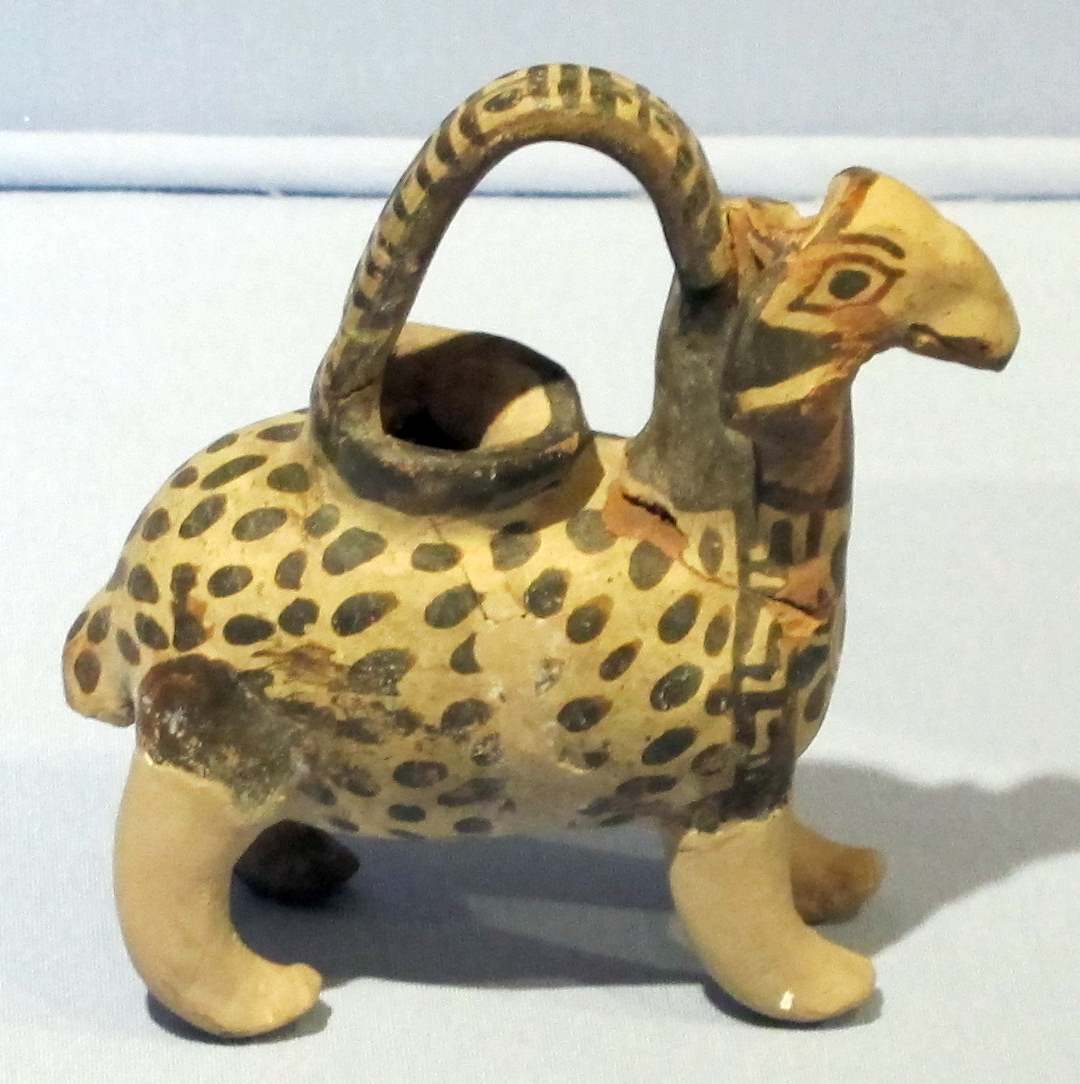
Rhyton in Widdergestalt, ca. 600 v. Chr., aus dem Athena-Tempel